# (466578) 2014 UC53
(466578) 2014 UC53 es un asteroide perteneciente al cinturón de asteroides, descubierto el 27 de enero de 2011 por el equipo Spacewatch desde el Observatorio Nacional de Kitt Peak (Arizona, Estados Unidos).